# Bais (Ille-et-Vilaine)
Bais (bretonisch: Baez; Gallo: Baès) ist eine französische Gemeinde mit 2.511 Einwohnern (1. Januar 2022) im Département Ille-et-Vilaine in der Region Bretagne. Sie gehört zum Arrondissement Fougères-Vitré, zum Kanton La Guerche-de-Bretagne und zum Gemeindeverband Vitré Communauté. Die Einwohner werden Baiséens genannt.

## Geografie
Bais liegt etwa 50 Kilometer südöstlich von Rennes im Osten der Bretagne. Umgeben wird Bais von den Nachbargemeinden Louvigné-de-Bais im Norden und Nordwesten, Torcé im Norden, Vergéal im Nordosten, Domalain im Osten, Visseiche im Süden, Marcillé-Robert im Südwesten, Moulins im Westen sowie Piré-Chancé mit Chancé im Westen und Nordwesten.

## Bevölkerungsentwicklung
| Jahr      | 1962 | 1968 | 1975 | 1982 | 1990 | 1999 | 2006 | 2012 |
| Einwohner | 2148 | 2095 | 2022 | 1913 | 1821 | 1928 | 2004 | 2152 |

## Sehenswürdigkeiten
- Kirche Saint-Marse, erbaut im 16. Jahrhundert, umgebaut im 19. Jahrhundert, seit 1910 Monument historique
- Kapelle Notre-Dame-d’Alliance

## Persönlichkeiten
- Anne de Tourville (1910–2004), Schriftstellerin